# 博氏岩頭長頜魚
博氏岩頭長頜魚，為輻鰭魚綱骨舌魚目象鼻魚科的其中一種，分布於非洲西部的淡水流域，體通常為銀色，有時為灰色或深棕色，體長可達11公分，棲息在底層水域，會發出低頻率的電波宣示領土。